# Jardin Fleuriste
Jardin Fleuriste (abreviado Jard. Fleur.) fue una revista con descripciones botánicas que fue editada en Gante en los años 1851-54. Se publicaron 4 números con el nombre de Jardin Fleuriste; Journal General des Progres et des Interets Horticoles et Botaniques.